# 焼酎蔵薩洲濵田屋伝兵衛
焼酎蔵薩洲濵田屋伝兵衛（しょうちゅうぐら さっしゅう はまだや でんべえ）は、鹿児島県いちき串木野市湊町四丁目にある焼酎蔵。濵田酒造が市内に3カ所持つ焼酎蔵の一つで、本社に隣接した創業の地である。

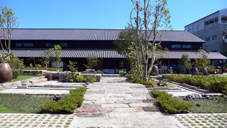
焼酎蔵薩洲濵田屋伝兵衛

## 概要
昔ながらの製法で芋焼酎の「伝」「宇吉」｢兼重」等を製造している。 甕（かめ）仕込み、木桶蒸留、甕貯蔵の仕込みの様子を見ることができる見学蔵としても知られている。 敷地面積は約1万4800平方メートル、平屋建てで延べ床面積は約3000平方メートル。レストランも併設しており、年間で約1万人の観光客が訪れる。2018年4月末に改装オープンを予定している。
濵田屋伝兵衛は、地元の古い木造校舎や郵便局などの建築を移築し、仕込み蔵として使用していた。その一部である仕込み工程の部分を2006年1月末に焼失し、仕込み活動を中止していた。焼失した部分に新しい仕込み工程の施設を建設する計画も浮上したが、2006年9月10日に消失した部分に蒸留時に生まれるお湯を利用した庭園をつくり、残った他の木造建築の内部を大胆に改造し、蔵を再開させた。
2021年4月22日、2001年の開業より20周年を迎えた。同年4月24日に記念イベントとして「伝兵衛蔵開業20周年 オンライン蔵祭」を開催。ZoomおよびYouTubeにて動画生配信された。番組内では鹿児島県出身の西田あい(歌手)、乾き亭げそ太郎(タレント)をゲストに迎え、バーチャル蔵見学、トークショー、テイスティング講座などを実施した。

## アクセス
- JR九州鹿児島本線 市来駅から徒歩で約15分